# Altispecula aureola
Altispecula aureola is een slakkensoort uit de familie van de Newtoniellidae. De wetenschappelijke naam van de soort is voor het eerst geldig gepubliceerd in 1933 door Powell.